# جدجد كاييني
جدجد كاييني (الاسم العلمي: Gryllus cayensis) هو نوع من الحشرات يتبع جنس الجدجد من فصيلة الجداجد الحقيقية.